# 趙義成
趙 義成（チョ・ウイソン、조의성、1964年9月 - ）は、東京都出身の言語学者。専門は朝鮮語学（現代朝鮮語文法、中期朝鮮語）。東京外国語大学総合国際学研究院（言語文化部門・言語研究系）教授。本貫は漢陽趙氏。

## 経歴・人物
1964年に東京都で生まれ、その後新潟県で育つ。1993年、東京外国語大学大学院修士課程修了、ソウル大学校言語学科博士課程特別研究生、延世大学校国語国文学科博士課程単位取得退学。その後、新潟女子短期大学講師、東京外国語大学外国語学部講師、准教授を経て現職。
2020年度NHKラジオ「まいにちハングル講座」講師。
李寧煕の古代日本語と朝鮮語に関する著述を言語学の立場から「いんちき解釈」と批判している。

## 研究業績
- 「現代朝鮮語の-eise格について」，『朝鮮学報』150，天理，1995年
- 「慶尚道方言とソウル方言」，『韓国語教育論講座』第1巻，東京，2007年
- 「『訓民正音』からの接近」，『韓国語教育論講座』第4巻，東京，2008年
- 「起点的意味を表す中期朝鮮語の諸形式について」，『朝鮮半島のことばと社会――油谷幸利先生還暦記念論文集』，油谷幸利先生還暦記念論文集刊行委員会，2009年

## 著書
- 『月印釋譜（巻一）語彙索引』（韓国・博而精、2002年）
- （訳注）『訓民正音』（東洋文庫・平凡社、2010年）（平凡社ライブラリー、2023年）
- （文法監修、波田野節子著）『中・上級者のためのハングル長文読解講座 リスニング問題つき（NHK出版CDブック）』（NHK出版、2013年）
- 『基本ハングル――文法初級から中級まで（NHK出版CDブック）』（NHK出版、2015年）
- 『これからはじめる 韓国語入門（NHK出版 音声DL BOOK）』（NHK出版、2022年）